# Projektus (imię)
Projektus – imię pochodzenia łacińskiego, genetycznie cognomen utworzone na bazie przymiotnika proiectus (wystający, sterczący, uniżony, pokorny).
Projektus imieniny obchodzi
- 25 stycznia, jako wspomnienie biskupa z Clermontu[1]
- 23 września, jako wspomnienie biskupa z Imoli[1]
- 1 grudnia, jako wspomnienie diakona, męczennika[2]

Zobacz też
- Projektus